# Dziecinów (Powiat Otwocki)
Dziecinów ist ein Dorf der Gemeinde Sobienie-Jeziory im Powiat Otwocki in der Woiwodschaft Masowien, Polen.

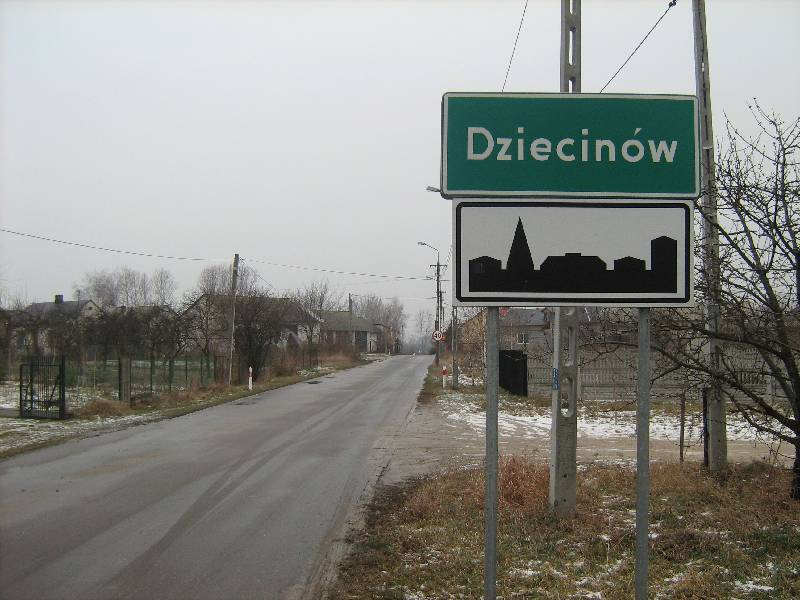
Ortseingangsschild von Dziecinów

Das Dorf liegt 5 km nördlich des Hauptortes der Gemeinde und 15 km südlich der Kreisstadt Otwock an der Weichsel.
Von 1975 bis 1998 gehörte das Dorf zur Woiwodschaft Siedlce.
Nördlich von Dziecinów verläuft die Bahnlinie von Skierniewice nach Łuków. Im Dorf treffen die Droga wojewódzkas 799, 801 und 805 aufeinander.